# عودة سينغهام (فلم هندي)
عودة سينغهام (بالإنجليزية: Singham Returns) هو فيلم أكشن تم إنتاجه في الهند وصدر في سنة 2014. الفيلم من إخراج روهيت شيتي وكتابة ساجد فرهاد.

## بطولة
- أجاي ديفجان
- كارينا كابور
- أمول غوبتي

## روابط خارجية
- عودة سينغهام على موقع IMDb (الإنجليزية)
- عودة سينغهام على موقع روتن توميتوز (الإنجليزية)
- عودة سينغهام على موقع قاعدة بيانات الأفلام العربية
- عودة سينغهام على موقع بوكس أوفيس موجو (الإنجليزية)
- عودة سينغهام على موقع فيلمافينيتي (الإسبانية)
- عودة سينغهام على موقع قاعدة بيانات الفيلم (الإنجليزية)
- عودة سينغهام على موقع ليتربوكسد (الإنجليزية)
- عودة سينغهام على موقع كينوبويسك (الروسية)